# Novocrania roseoradiata
Novocrania roseoradiata är en armfotingsart som först beskrevs av Jackson 1952.  Novocrania roseoradiata ingår i släktet Novocrania och familjen Craniidae. Inga underarter finns listade i Catalogue of Life.